# Кларджети
| города Епископальные соборы «Двенадцать пустынь» | Другие церкви и монастыри Замки |

Кларджети (иногда также известен как Кларджетия; груз. კლარჯეთი) — исторический регион в юго-западной Грузии, входивший в качестве области в Тао-Кларджетское княжество. В настоящее время — на востоке Турции.

## Исторический очерк
Различают узкое и широкое понимание Кларджети. В широком смысле, Кларджети — это территория от Чёрного моря до Арсианского хребта, то есть Чанети и бассейн Чорохи, а в узком смысле она располагается от Аджарисцкали до Арсиани и включает в себя: Лиман, Аджарию, Мачахелу, Шавшети и Артануджи. Древнейший центр Кларджети — замок Тухарис. Правителем Кларджети был Эристави, назначен царем Картли, резиденцией которого, должно быть, была крепость Артануджи со второй половины V века. Царь Вахтанг Горгасали (V век) начал здесь широкий спектр культурных и восстановительных мероприятий: он построил церкви и монастыри, основал новый епископат (центр в Ахизе). В то же время Кларджети стала плацдармом для борьбы с персидской агрессией. В VIII веке здесь обосновались династия Багратионов. В начале IX века Ашот I восстановил и заселил область, опустошенную великими арабскими экспедициями и эпидемиями, и в то же время начал строительство большого монастыря под руководством Григола Хандзтели. В XI—XIII веках культурно-просветительская деятельность была широко распространена в Кларджети. Он славился своими церквями и монастырями, которые назывались Двенадцать пустыней Кларджети («Двенадцать пустынь»). В XVI веке Кларжети был захвачен османами вместе с другими частями южной Грузии. В 1918—1921 годах он был частью Демократической Республики Грузия. С 1921 года часть Турции.

## Исследование

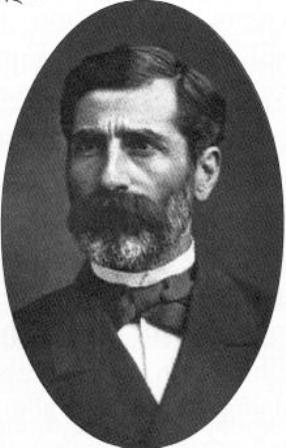
Дмитрий Бакрадзе — один из первых исследователей христианской архитектуры Кларджети.

Интерес к Кларджети, в особенности к её христианской архитектуре, начал формироваться в XIX веке. Первые краткие сведения о храмах и монастырях региона оставили Карл Кох, Дмитрий Бакрадзе, Георгий Казбек и Праксевея Уварова. Основу для изучения архитектурного наследия Кларджети заложил Александр Павлинов.
Особое значение имеет «Дневник поездки в Шавшию и Кларджию» Николая Марра — своего рода региональная энциклопедия, до сих пор представляющая собой незаменимый источник для изучения истории, географии, этнографии, архитектуры и эпиграфики Кларджети и Шавшети. Палеографическое изучение исторических грузинских памятников в регионах, ныне входящих в состав Турции — таких как Тао, Кола–Артаани, Эрушети — стало возможным, в первую очередь, благодаря усилиям Эквтиме Такаишвили.
На начальном этапе становления грузинской школы искусствоведения регион Тао–Кларджети, в особенности его архитектура, оказался органично включён в круг приоритетных научных интересов, но не получил должной научной проработки по причинам, не зависящим от исследователей. В трудах Георгия Чубинашвили 1930–1940-х годов сформировалась точка зрения, согласно которой Тао–Кларджети играл особую роль в становлении средневековой грузинской архитектурной традиции. Эту концепцию значительно развил Вахтанг Беридзе, в чьих фундаментальных исследованиях впервые были всесторонне освещены многочисленные аспекты архитектурного наследия региона. В то же время обобщение накопленных данных по юго-западной Грузии представлено в труде Пармена Закария.
Особо следует отметить вклад Вахтанга Джобадзе в исследование Кларджети и его труд Раннесредневековые грузинские монастыри в исторических областях Тао, Кларджети и Шавшети. Значительный вклад также внесли европейские и американские учёные — в частности, супруги Николь и Жан-Мишель Тьерри, посвятившие целый ряд работ грузинским памятникам в Турции; Дэвид Уинфилд; Роберт Эдвардс; Бруно Баумгартнер и другие.